# Světlomet
Světlomet (nazývaný podle své specifické funkční části též reflektor) je svítidlo, které slouží k směrovému osvětlení. Skládá se ze světelného zdroje umístěného v zrcadlovém odražeči - reflektoru, zpravidla s krycím sklem. Je nezbytným doplňkem všech dopravních prostředků, které jsou určeny k provozu v noci a za snížené viditelnosti. Používá se k osvětlování velkých prostranství (např. sportovních stadionů, parkovišť, nádraží a jiných dopravních terminálů, skladových ploch, stavenišť). V architekturním osvětlování se s pomocí světlometů zvýrazňují vybrané prvky staveb (viz v článku veřejné osvětlení). Světlomety jsou hlavní součástí scénického osvětlení v divadlech, ve filmovém a televizním průmyslu. Využití najdou také v oboru fotografie. V interiérovém osvětlení se světlomety používají tam, kde chceme zvýraznit pouze určitý předmět. Může to být socha v galerii nebo automobil v autosalónu.

Princip reflektoru

V dnešních světlometech bývá zdrojem světla elektrická žárovka (např. halogenová) nebo výbojka. Další důležitou součástí světlometu je reflektor, který zajišťuje koncentraci světla v požadovaném směru. Jde o duté zrcadlo, které je umístěné za světelným zdrojem a které odráží světelné paprsky šířící se jiným než požadovaným směrem. Pokud je třeba dosáhnout rovnoběžných paprsků, zrcadlo má tvar paraboly a světelný zdroj je umístěn v jeho ohnisku.
Pro svícení v interiérech jsou k dispozici světelné zdroje, jejichž součástí už je přímo reflektor. Jsou to reflektorové žárovky, které můžeme montovat do svítidel jako náhradu obyčejných žárovek, také nízkovoltové halogenové „bodovky“, ale dnes už i jejich náhrady s vestavěnými LED.

## Světlomet jako zbraň
Světlomety byly důležitou součástí zbraňových systémů. Už od 1. světové války byly světlomety součástí protiletadlové obrany. Za 2. světové války byly k tomuto účelu světlomety hromadně používány ve všech armádách.
Protiletadlové světlomety byly ve velkém použity Rudou armádou například i v pozemní bitvě o Berlín.
Speciální světlomet (Leighovo světlo) používaly za 2. světové války britské protiponorkové letouny.